# 苏里奥拉海滩

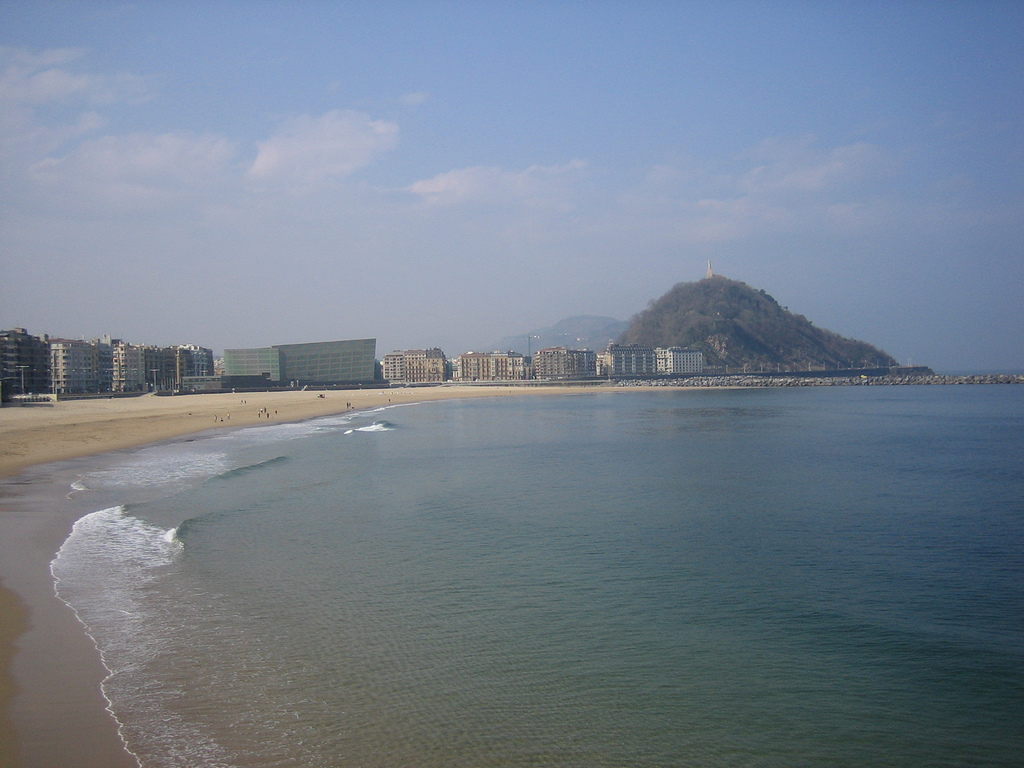

苏里奥拉海滩（Playa de Zurriola）是西班牙圣塞巴斯蒂安市的三个城市海滩之一。它位于乌鲁梅阿河河口和乌利亚山之间，长度约800米，平均宽度110米。
1994年进行了海滩改造，以前由于海水的毒性，几乎无法使用。改造后，建造一个尖塔，海滩的长度增加了，海水变得适合游泳，使用量增加了一倍。
与优雅而宁静的翁达勒塔海滩（Playa de Ondarreta）和贝壳海滩（Playa de la Concha）相比，苏里奥拉海滩更年轻、更适合冲浪，是该市最开放、海浪最猛烈的海滩，并成为圣塞巴斯蒂安爵士音乐节和健身、冲浪、滑板和类似的活动比赛的舞台。
自2004年以来，这里允许裸体主义，是为数不多允许裸体的西班牙城市海滩之一。